# Han som gav sitt liv till lösen
Han som gav sitt liv till lösen är en psalm, med text skriven 1967 av Margareta Södersten med musik från Lettland.

## Publicerad i
- Psalmer och Sånger 1987 som nr 582 under rubriken "Att leva av tro - Kallelse".[1]